# Cylindrodesmus hirsutus
Cylindrodesmus hirsutus är en mångfotingart som beskrevs av Pocock 1889. Cylindrodesmus hirsutus ingår i släktet Cylindrodesmus och familjen orangeridubbelfotingar. Inga underarter finns listade i Catalogue of Life.